# Guayanilla (Guayanilla)
Guayanilla es un barrio-pueblo ubicado en el municipio de Guayanilla en el estado libre asociado de Puerto Rico. En el Censo de 2010 tenía una población de 3757 habitantes y una densidad poblacional de 2.676,36 personas por km².

## Geografía
Guayanilla se encuentra ubicado en las coordenadas 18°1′22″N 66°47′28″O / 18.02278, -66.79111. Según la Oficina del Censo de los Estados Unidos, Guayanilla tiene una superficie total de 1.4 km², que corresponden a tierra firme.

## Demografía
Según el censo de 2010, había 3757 personas residiendo en Guayanilla. La densidad de población era de 2.676,36 hab./km². De los 3757 habitantes, Guayanilla estaba compuesto por el 84.43% blancos, el 7.29% eran afroamericanos, el 0.29% eran amerindios, el 0.16% eran asiáticos, el 5.64% eran de otras razas y el 2.18% pertenecían a dos o más razas. Del total de la población el 99.63% eran hispanos o latinos de cualquier raza.